# Instituto Santa Irene
El Instituto Santa Irene es un centro educativo de la ciudad de Vigo. Se encuentra en la Plaza de América, lugar destacado de la ciudad y centro del barrio de las Traviesas, en el extremo de Coya. Fue una donación de Policarpo Sanz a la ciudad olívica, y recibió su nombre en memoria de su fallecida esposa, Irene de Ceballos.
El edificio construido en cantería de granito es obra de Antonio de Cominges y Tapias, es uno de los edificios más emblemáticos de la ciudad, tanto arquitectónicamente como por su significado estético y emotivo. Su reloj fue proyectado por Manuel de Cominges, y desde hace algunos años los vigueses festejan en ese lugar las campanadas de Nochevieja.
En la actualidad el instituto Santa Irene tiene un equipo de más de 70 profesores e imparte clase a cerca de mil alumnos distribuidos en 16 grupos de ESO y 16 grupos de Bachillerato en dos turnos de diurno y educación para adultos.
Fue nombrado Vigués Distinguido en el año 1997. Entre sus docentes estuvo el escritor Xosé Luís Méndez Ferrín, que fue presidente de la Real Academia Gallega.

## Historia

### Precedentes

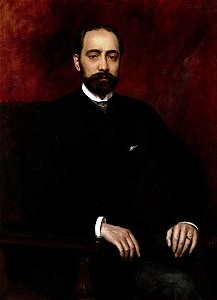
Retrato de José Policarpo Sanz.

A comienzos del siglo XX el único instituto de enseñanzas medias de la provincia de Pontevedra estaba en la capital, a pesar de que la ciudad de Vigo, con sesenta mil habitantes, triplicaba la población de Pontevedra. Los alcaldes Adolfo Gregorio Espino y su sucesor Mauro Alonso Cuenca reivindicaron la construcción de un instituto, aprobada por el gobierno de Miguel Primo de Rivera en el consejo de ministros del 17 de junio de 1927.
El instituto de Vigo comenzó su camino en el curso 1927-28 con 189 alumnos, en un edificio propiedad de los maristas en la Areosa alquilado por el ayuntamiento a la espera de una sede definitiva. Tras la disolución de la orden de los jesuitas, en 1932 el instituto se instaló en su terreno de Bellavista, en donde se mantuvo hasta 1936. Tras el golpe de Estado del 18 de julio y el inicio de la guerra civil española, el centro fue desplazado por la autoridad militar, que prefirió instalar en aquellas dependencias un hospital para la evacuación de heridos de guerra. Sin sede apropiada, se improvisaron locales, como el de la Escuela de Artes y Oficios, que por resultar inadecuados obligaron al ayuntamiento a la búsqueda urgente de una solución definitiva.

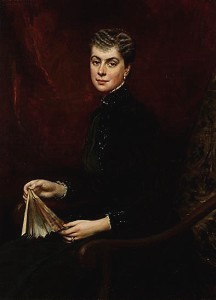
Retrato de Irene de Ceballos.

El fallecimiento de Irene Ceballos en 1935 posibilitó que el legado de su marido Policarpo Sanz quedase disponible y se donasen los fondos necesarios para la construcción del edificio definitivo. En su testamento sé establecía un fondo de dos millones y medio de pesetas, que debía dedicarse, entre otras cuestiones, a la construcción de un:
- Edificio de cantería a propósito para establecer en él un Colegio o Institución para primero y segundo de enseñanzas medias, capacitado para doscientos o trescientos niños, o más, según sean las necesidades de la población de Vigo. … La educación en ese colegio debe ser completamente gratuita para todos los niños de familias pobres de la ciudad. ...

Además encarga expresamente que:
- En la parte superior de la entrada principal se pondrá en letras de bronce: "Instituto Santa Irene consagrado a la instrucción pública gratuita, fundado por José Policarpo Sanz e Irene Ceballos de Sanz"

### Construcción
De esta manera, en marzo de 1941, acuerda la cesión de una parcela municipal para iniciar la construcción del instituto. El arquitecto Antonio Cominges Tapias redactó el proyecto y la casa Pérez Conde ejecutó las obras.
Se trata de un edificio con planta en forma de E, en la búsqueda de una buena iluminación y ventilación del interior. La fachada principal sigue un esquema ecléctico y la ornamentación se vertebra en el cuerpo central, con su poderosa torre que actúa como elemento emblemático y referencial. El edificio cuenta con magníficas instalaciones (laboratorios, gimnasio, biblioteca, capilla, cantina, paraninfo, etc.) y unos campos de recreo ajardinados que ocupan el terreno del Carmen.

### Primeros años
El definitivo Santa Irene comenzó a funcionar en el curso 1945-46 bajo la dirección del profesor López Niño, siendo inaugurado de forma oficial en septiembre de 1946 por el ministro de educación, José Ibáñez Martín, con la presencia de la más alta jerarquía civil, militar, eclesiástica y académica.
En esta primera etapa la contribución del Instituto Santa Irene fue enorme para la vida cultural de la ciudad. La mejora, cuantitativa y cualitativa, de la escolarización fue manifiesta, ya que facilitó la incorporación de niños que en la práctica tenían vetado el bachillerato y también por el notable aumento del nivel científico y humanístico de la enseñanza impartida, gracias a la preparación del cuadro de catedráticos y catedráticas que se incorpora a la ciudad. Cabe destacar de esa primera etapa a Enrique López Niño, Anadón Frutos, Vicente Argomániz, Luís Curiel y Manuel Pazo, que fueron sus primeros directores, y, entre otros muchos, a Emilio Freijeiro, Manuel Copena Araujo “Nolete” (ambos profesores del aula preparatoria), Carmen Ambrog, Pilar Millán, Luís Ceruelo, Francisco Echarte, José Mercado, Cecilia Armendániz, Virgilio Trabazo, Posada Curros, Teresa Díez, Pilar Maestu, Ángeles Vázquez de Parga, Margarita Rodríguez Solano, Patricio Sánchez, Roberto Dopazo, Rufo e Cándido Pérez, José Bebiá, Vicente Casal, Pedro Núñez, Leónides de Carlos, Méndez Ferrín, etcétera.
A pesar de que buena parte del profesorado citado era de abierto talante liberal, se veía obligado a guardarlo celosamente dado que el ambiente general en el instituto estaba determinado por el fuerte control del nacional-catolicismo imperante.
Por otra parte, el instituto con su paraninfo y con sus extensos y bien cuidados campos de recreo fue un espacio dedicado a todo tipo de actos culturales y deportivos. Por esto fue enorme su proyección sobre Vigo y, muy especialmente, sobre el emergente barrio de las Traviesas, para el que significó un equipamiento cultural y de esparcimiento de primer orden.
Entre 1972 y 1975 el instituto se trasladó a Coya (al edificio que ocupa actualmente el Instituto de Educación Secundaria Alexandre Bóveda, en aquel momento de reciente construcción) para realizar una remodelación del edificio, por cierto bastante desafortunada, para que actualizase sus instalaciones. Es también la época en la que la corporación del alcalde Rafael Portanet, haciendo oídos sordos a la fuerte protesta del claustro de profesores y de otros sectores sociales, decide ocupar parte del terreno del Carmen para la construcción del actual centro deportivo y deja al instituto (y a las Traviesas) sin sus campos de recreo, siendo así el único centro educativo de Vigo que en la actualidad no cuenta con instalaciones deportivas ni zonas de esparcimiento para su alumnado.

### Democracia
El regreso en el curso 1976-77 al edificio de la plaza de América, inicia la etapa democrática. Comienza con cierta inestabilidad por la sucesión de direcciones breves (Clementina González, Adrián Lobo y Manuel Fernández) hasta que en 1986 accede a la dirección Leónides de Carlos (que permanecerá en ella hasta su fallecimiento 16 años después) asistido por Xosé Luís Méndez Ferrín como vicedirector, Manuel Rosales como secretario, y Antonio García Caamaño, Guillermo Touza y Alfonso García Suárez como jefes de estudio. Esta larga etapa de estabilidad, con un claustro de profesores de gran valor y un equipo de personal administrativo y de servicios muy competente, ayuda a consolidar una forma de entender la enseñanza que permitió ofrecer un servicio público de calidad.

## Premios y reconocimientos
- El centro fue galardonado con el premio vigueses distinguidos en 1997.